# Liangzhou
Liangzhou är ett stadsdistrikt och säte för stadsfullmäktige i Wuweis stad på prefekturnivå i provinsen Gansu i nordvästra Kina. Det ligger omkring 230 kilometer nordväst om provinshuvudstaden Lanzhou. 
Liangzhou är indelat i sju stadsdelsdistrikt, 37 köpingar och en administrativ enhet på sockennivå.
Stadsdelsdistrikt (jiedao):

- Dizhi Xincunjie (地质新村街街道)
- Dongdajie (东大街街道)
- Dongguanjie (东关街街道)
- Huoche Zhanjie (火车站街街道)
- Ronghuajie (荣华街街道)
- Xidajie (西大街街道)
- Xiguanjie (西关街街道)

Köpingar (zhen):

- Baishu (柏树镇)
- Changcheng (长城镇)
- Daliu (大柳镇)
- Fafang (发放镇)
- Fengle (丰乐镇)
- Gaoba (高坝镇)
- Gucheng (古城镇)
- Hanzuo (韩佐镇)
- Hedong (河东镇)
- Heping (和平镇)
- Hongxiang (洪祥镇)
- Huai'an (怀安镇)
- Huangyang (黄羊镇)
- Jinhe (金河镇)
- Jinsha (金沙镇)
- Jinshan (金山镇)
- Jinta (金塔镇)
- Jinyang (金羊镇)
- Jiudun (九墩镇)
- Kangning (康宁镇)
- Qingshui (清水镇)
- Qingyuan (清源镇)
- Shuangcheng (双城镇)
- Siba (四坝镇)
- Songshu (松树镇)
- Wuhe (五和镇)
- Wujiajing (吴家井镇)
- Wunan (武南镇)
- Xiashuang (下双镇)
- Xiehe (谢河镇)
- Xinhua (新华镇)
- Xiying (西营镇)
- Yangxiaba (羊下坝镇)
- Yongchang (永昌镇)
- Yongfeng (永丰镇)
- Zhangyi (张义镇)
- Zhongba (中坝镇)

Område på sockennivå:
- Jiuduntan Zhihuibu (九墩滩指挥部)